# Mycalesis taxilides
Mycalesis taxilides is een vlinder uit de onderfamilie Satyrinae van de familie Nymphalidae. De wetenschappelijke naam van de soort is voor het eerst geldig gepubliceerd in 1911 door Hans Fruhstorfer.